# Deklaration von Korfu
Die Deklaration von Korfu vom 20. Juli 1917 war eine Vereinbarung über die Gründung eines vereinigten Königreichs der Serben, Kroaten und Slowenen unter der Herrschaft der Karađorđević-Dynastie. Sie wurde vor dem Hintergrund des Ersten Weltkriegs von dem Außenminister Serbiens Nikola Pašić und Ante Trumbić, dem Vorsitzenden des Jugoslawischen Komitees, einer im Exil gegründeten Vereinigung von südslawischen Politikern aus der Habsburger-Monarchie auf Korfu unterzeichnet. Die Entente-Mächte Großbritannien und Frankreich unterstützten die Erklärung, während Russland wegen der Februarrevolution keinen Einfluss auf die Verhandlungen nehmen konnte.
Der zu bildende Staat sollte 12 Millionen Einwohner auf dem Gebiet der mehrheitlich von Südslawen bewohnten Teile des Habsburgerreichs und des noch von den Mittelmächten besetzten Königreichs Serbien umfassen. Absprachen über den Grenzverlauf mit Italien waren bereits im Londoner Vertrag von 1915 getroffen worden. Neben der Wahl einer konstitutionellen Versammlung in allgemeinen, gleichen und freien Wahlen waren die Gleichheit vor dem Gesetz, ethnische und sprachliche Gleichberechtigung sowie Freiheit der Religion vorgesehen. Die Staatsform sollte bei der Verabschiedung der Verfassung festgelegt werden.
Die Ausrufung des Königreichs erfolgte am 1. Dezember 1918 in Belgrad durch den Prinzregenten Alexander. Am gleichen Tag erklärte die Nationalversammlung Montenegros den Beitritt ihres Landes. Jugoslawische Vertreter nahmen an der Pariser Friedenskonferenz 1919 teil, bei der über das Territorium des Staates verhandelt wurde. Dabei wurde unter anderem Mazedonien dem Staat angeschlossen. Die erste Verfassung, bekannt als Vidovdan-Verfassung wurde am 28. Juni 1921 bekanntgegeben.
|  |  |